# Pandua (Hooghly)

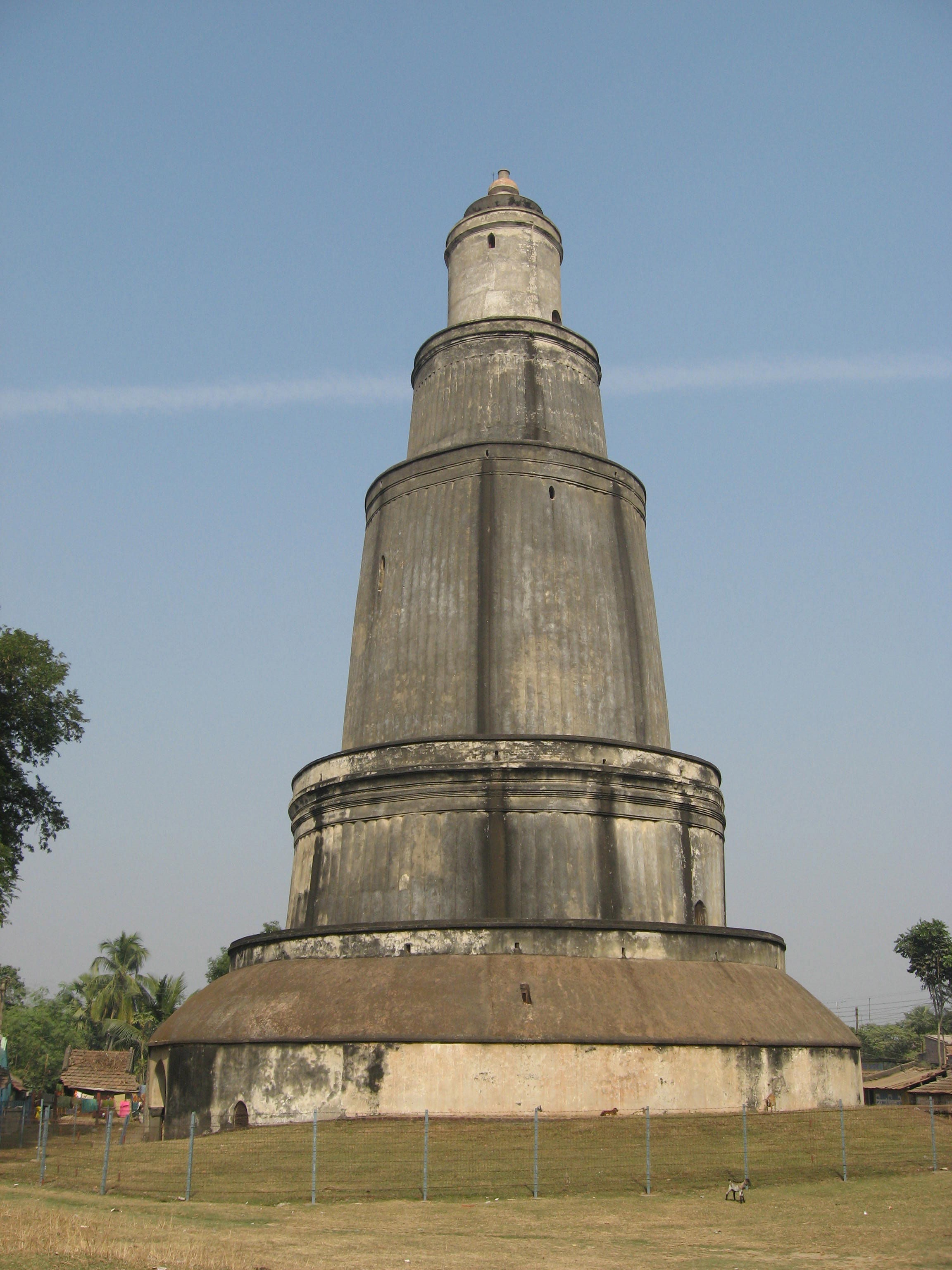
Minaret o torre

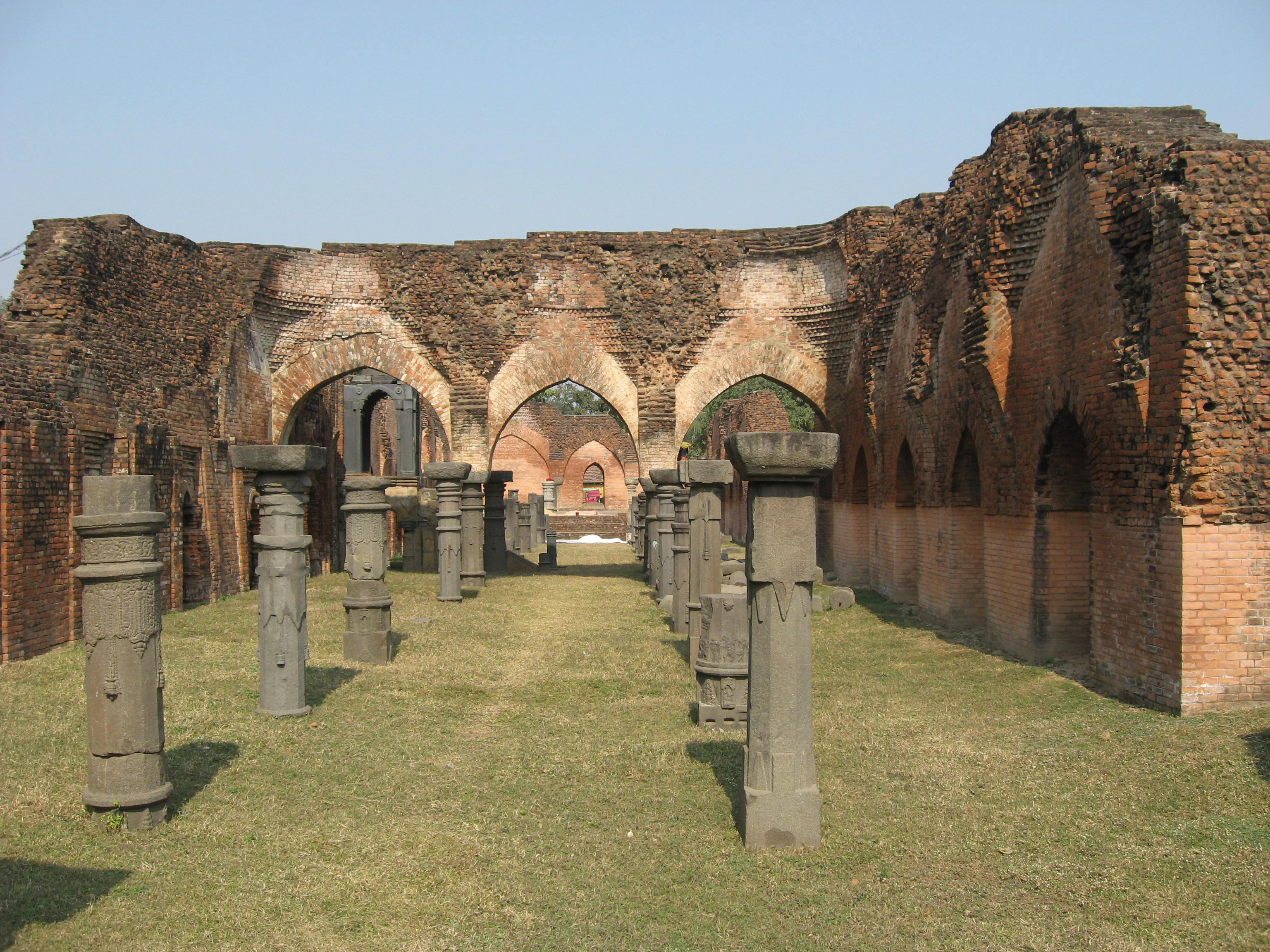
Mesquita de Bari

Pandua (o Pandooah) (bengalí পাণ্ডুয়া) és una ciutat de cens al districte d'Hooghly a Bengala Occidental, situada a 23° 05′ N, 88° 17′ E / 23.08°N,88.28°E. Consta al cens del 2001 amb una població de 27.126 habitants (el 1901 eren 2.381 habitants). Destaca el seu minaret i les ruïnes del Palau de Pandu Raja

## Història
Fou capital d'un raja hindú i estava fortificada per una muralla que mesurava uns 8 km de circumferència de la que gairebé no queda cap rastre. El, minaret o torre de 37 metres d'altura commemora la victòria dels musulmans sobre els hindús en aquest lloc el 1340.